# Манта (одяг)

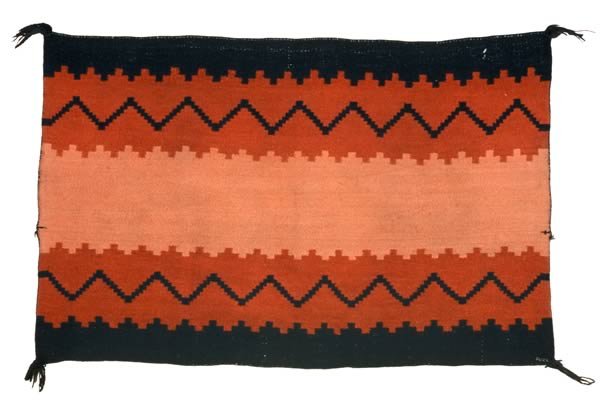
Манта жінки навахо, шерсть, бл. 1850—1865, колекція музею штату Аризона

Ма́нта — прямокутний текстильний виріб, яким огортають тіло на кшталт плаща. Якщо манту одягають як сукню, її утримує плетений пояс.
В сучасному світі манти носять деякі корінні народи Америки, як от навахо, хопі та пуебло. Сьогодні їх одягають під час важливих церемоній, таких як весілля, танці та святкові дні.